# Gjakmarrja

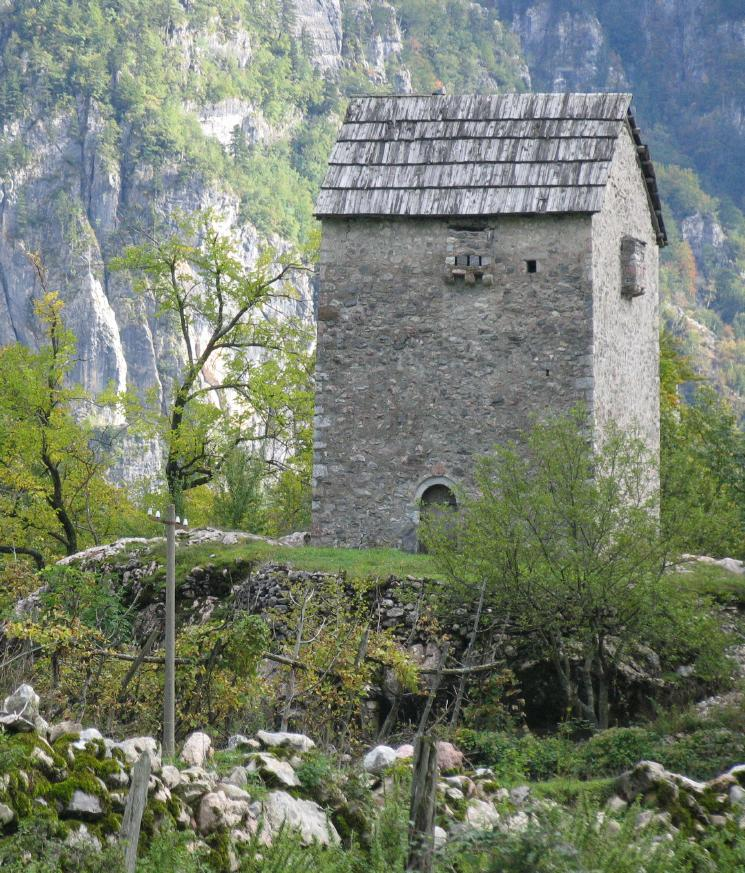
Uma torre fortificada (kullë) usada como refúgio por homens envolvidos em rixas de sangue. Theth, norte da Albânia.

Gjakmarrja (rixa de sangue) ou Hakmarrja ("vingança") refere-se à obrigação social de matar para garantir a honra posta em xeque por algo acontecido antes, seja outro homicídio ou humilhação moral. Esta prática é vista como estando em acordo com o código social de normas albanês conhecido como Kanuni i Lekë Dukagjinit, ou simplesmente Kanun.
Houve um ressurgimento de casos de gjakmarrja em partes remotas da Albânia (tais como o norte) e em Kosovo em função da falta de controle do Estado após o colapso do regime autoritário comunista. O grupo albanês do Helsinki Committee for Human Rights considera uma das razões para a onipresença das rixas de sangue a deficiência do Poder Judiciário do país. Muitos albaneses veem o Judiciário de seu país como corrupto ou ineficaz e preferem recorrer à percebida autonomia oferecida pela aderência ao sistema paralegal e extralegal conhecido como Kanun.
Ismet Elezi, professor de Direito na Universidade de Tirana, acredita que - apesar do endosso do Kanun à vingança de sangue, há regras estritas acerca de como a prática deve ser realizada. Quais sejam: homicídios retaliatórios de mulheres (inclusas as virgens juramentadas, mulheres que assumem o papel masculino nessas sociedades tomadas pelas vinganças e carentes de homens adultos), crianças e idosos são proibidos. Outros creem que o Kanun por si enfatiza a reconciliação e o processo de fazer a paz, sendo que o derramamento de sangue é culpa da interpretação seletiva de seus preceitos.
O escritor albanês Ismail Kadare não considera gjakmarrja uma exclusividade de seu país, mas sim uma característica histórica dos Bálcãs como um todo. Seu romance Abril Despedaçado (em albanês: em albanês:  Prilli i Thyer) explora os efeitos sociais de uma rixa de sangue ancestral entre duas famílias proprietárias de terras. Um filme brasileiro homônimo, baseado nesse romance, transpôs a ação da Albânia rural para o sertão da Bahia, deixando os demais temas intactos. O filme albanês-americano The Forgiveness of Blood também lida com as consequências de uma rixa de sangue em uma família numa região remota da Albânia contemporânea.